# Marianthus sylvaticus
Marianthus sylvaticus är en tvåhjärtbladig växtart som beskrevs av L.W.Cayzer och Crisp. Marianthus sylvaticus ingår i släktet Marianthus och familjen Pittosporaceae. Inga underarter finns listade.